# Togo Mizrahi
Togo Mizrahi (en árabe egipcio: توجو مزراحى) (Alejandría, 2 de junio de 1901-Roma, 5 de junio de 1986) fue un cineasta, actor, productor cinematográfico y guionista egipcio, reconocido principalmente por realizar comedias y musicales. Entre 1930 y 1946, dirigió treinta películas de habla árabe y cuatro de habla griega, y produjo varias películas dirigidas por otros cineastas.

## Biografía
Joseph Elie Mizrahi nació en Alejandría, Egipto, en el seno de una familia judía de nacionalidad italiana. De niño adoptó el apodo de Togo, en honor al almirante Tōgō Heihachirō, en conmemoración de la victoria de Japón sobre Rusia en la Guerra ruso-japonesa.
En 1929 estableció un estudio en su ciudad natal y fundó una productora, The Egyptian Films Company. Produjo películas en Alejandría hasta 1939, año en el que se trasladó a El Cairo. A lo largo de su carrera, Mizrahi trabajó con muchos actores y músicos populares. Realizó varias comedias protagonizadas por actores como Ali al-Kassar y Fawzi al-Jazayirli, y dirigió cinco películas protagonizadas por la cantante Leila Mourad. Su película Sallama (1945), protagonizada por la diva egipcia Umm Kalzum, se considera su mejor actuación en la pantalla. También trabajó con Youssef Wahbi, Amina Rizk y Anwar Wagdi. Mizrahi dirigió a los actores Taheyya Kariokka e Ismail Yassine en su debut en la pantalla grande.
En 1946 fue acusado de colaboración sionista. Aunque intentó retomar su carrera en 1949, Mizrahi nunca volvió a hacer una película. En 1952 nombró a su hermano Alfred Mizrahi para supervisar las operaciones diarias de la Egyptian Films Company. Finalmente abandonó Egipto y se instaló en Roma, ciudad donde murió el 5 de junio de 1986.

## Filmografía

### Películas en árabe
- 1930: Cocaine or The Abyss
- 1932: 5001
- 1933: Sons of Egypt
- 1934: The Two Delegates
- 1935: Doctor Farahat
- 1935: Shalom the Interpreter
- 1935: The Sailor
- 1936: A Hundred Thousand Pounds
- 1936: The Guard of the Barracks
- 1937: Too Much Money is a Nuisance
- 1937: Shalom the Athlete
- 1937: Seven o'clock
- 1938: The Telegram
- 1938: This is my nature!
- 1939: Osman and Ali
- 1939: Lend me Three Pounds
- 1939: A Rainy Night
- 1940: The Chief Contractor
- 1940: The Heart of a Woman
- 1941: The Three Musketeers
- 1941: Laila from the Countryside
- 1941: One Thousand and One Nights
- 1941: Laila the School Girl
- 1942: Laila
- 1942: Ali Baba and the Forty Thieves
- 1943: The Right Path
- 1943: Long live Women!
- 1944: Laila in the Dark
- 1944: Lies, Lies!
- 1944: Nour Eddine and the Three Sailors
- 1945: Sallama
- 1945: Long live Men!

### Películas en griego
- 1937: Δκρ· Επαμινόνδας Doctor Epaminondas
- 1938: Προσφυγοπούλα The Girl Refugee
- 1938: Όταν ο σήζυγος ταξιδυει When the Husband is Absent
- 1943: Καπετάνιος Σκορπιός Captain Scorpion

### Películas en árabe como productor
- 1944: The Son of the Blacksmith
- 1944: Mohamed Ali Street
- 1945: Appearances
- 1945: The Great Artist
- 1945: Love Story
- 1946: Divine Providence
- 1946: Love Train
- 1946: Beauty Queen

Fuentes: